# Dendromus ruppi
Dendromus ruppi és una espècie de mamífer rosegador de la família dels nesòmids. Probablement és endèmic de la serralada Imatong (Sudan del Sud). Fou anomenat en honor del zoòleg Hans G. Rupp. Té un aspecte similar al de D. mystacalis, però és considerablement més gros i té la cua més llarga. El ventre és de color blanc pur. Té una llargada de cap a gropa de 73,6 mm, una cua de 103,4 mm i un pes d'11,2 g (valors mitjans).